# Associazione Calcio Hellas Verona 1978-1979
Questa voce raccoglie le informazioni riguardanti l'Associazione Calcio Hellas Verona nelle competizioni ufficiali della stagione 1978-1979.

## Stagione
Dopo l'addio di Valcareggi, accasatosi alla Roma, Il Verona si riaffida a Luigi Mascalaito già allenatore dei gialloblù nella stagione 1974-1975, ma a causa dei risultati scadenti in campionato (compreso un 6-2 in casa della Juventus) viene esonerato alla 7ª giornata, rimpiazzato da Giuseppe Chiappella ma nemmeno con il tecnico milanese gli scaligeri otterranno i risultati utili per salvarsi, retrocedendo in Serie B con largo anticipo dopo 4 anni in massima serie.
In Coppa Italia, i gialloblù escono al Primo Turno frutto di un pareggio e tre sconfitte, rispettivamente contro Palermo (futura finalista della competizione), Brescia, Cesena e Torino.
Sarà l'ultima stagione da presidente per Saverio Garonzi, messosi in mostra per uno spiacevole episodio nella gara contro il Napoli del 21 gennaio, dove a causa di un rigore non concesso ai gialloblù, al termine dell'incontro entra nello spogliatoio e insulta pesantemente l'arbitro Menicucci. Deferito alla corte disciplinare, presenta le dimissioni da presidente e viene punito dal giudice sportivo con una squalifica di 18 mesi, al quale si aggiunge poi una squalifica analoga della commissione disciplinare, per un totale di 3 anni.
Capocannoniere della stagione, l'ex milanista Egidio Calloni con 6 realizzazioni.

## Divise

Una formazione scaligera in campo con la divisa casalinga gialloblù

| Casa | Trasferta |

## Organigramma societario
Area direttiva
- Amministratore unico: Saverio Garonzi
- Segretario: Giancarlo Fiumi

Area tecnica
- Allenatore: Luigi Mascalaito, poi dal 13 novembre Giuseppe Chiappella
- Allenatore in seconda: Giorgio Maioli

Area sanitaria
- Medico sociale: Giuseppe Costa
- Massaggiatore: Mario Tasson

## Rosa
| N. |                   | Ruolo | Calciatore            |
| -- | ----------------- | ----- | --------------------- |
|    | Italia (bandiera) | P     | Flavio Pozzani        |
|    | Italia (bandiera) | P     | Franco Superchi       |
|    | Italia (bandiera) | D     | Bruno Antoniazzi      |
|    | Italia (bandiera) | D     | Carmine Gentile       |
|    | Italia (bandiera) | D     | Michele Guglielmi     |
|    | Italia (bandiera) | D     | Sergio Guidotti       |
|    | Italia (bandiera) | D     | Antonio Logozzo       |
|    | Italia (bandiera) | D     | Manuel Marini         |
|    | Italia (bandiera) | D     | Piergiorgio Negrisolo |
|    | Italia (bandiera) | D     | Stefano Rigo          |
|    | Italia (bandiera) | D     | Arcadio Spinozzi      |
|    | Italia (bandiera) | C     | Piergiorgio Drezza    |
|    | Italia (bandiera) | C     | Salvatore Esposito    |
|    | Italia (bandiera) | C     | Ugo Fraccaroli        |

| N. |                   | Ruolo | Calciatore                   |
| -- | ----------------- | ----- | ---------------------------- |
|    | Italia (bandiera) | C     | Walter Franzot               |
|    | Italia (bandiera) | C     | Marcello Giglio              |
|    | Italia (bandiera) | C     | Francesco Guidolin           |
|    | Italia (bandiera) | C     | Claudio Leso                 |
|    | Italia (bandiera) | C     | Lionello Massimelli          |
|    | Italia (bandiera) | C     | Stefano Trevisanello (I)     |
|    | Italia (bandiera) | C     | Beniamino Vignola            |
|    | Italia (bandiera) | A     | Franco Bergamaschi           |
|    | Italia (bandiera) | A     | Egidio Calloni               |
|    | Italia (bandiera) | A     | Giovanni Cinquetti           |
|    | Italia (bandiera) | A     | Nicola D'Ottavio             |
|    | Italia (bandiera) | A     | Emiliano Mascetti (Capitano) |
|    | Italia (bandiera) | A     | Giuliano Musiello            |

## Risultati

### Serie A

#### Girone di andata
| Arbitro: | Michelotti (Parma) |

|                    |           |            |
| Calloni 54’ (rig.) | Marcatori | 81’ Pruzzo |

| Arbitro: | Mascia (Milano) |

|                                                         |           |                        |
| Virdis 14’, 59’ Bettega 32’, 47’ Causio 49’ Benetti 54’ | Marcatori | 7’, 90’ (rig.) Calloni |

| Verona 15 ottobre 1978 3ª giornata | Verona        | 0 – 0 | Inter | Stadio Marcantonio Bentegodi\| Arbitro: \| Longhi (Roma) \| |
| Arbitro:                           | Longhi (Roma) |       |       |                                                             |

| Arbitro: | Lops (Torino) |

|                               |           |  |
| De Ponti 29’ (rig.) Massa 81’ | Marcatori |  |

| Arbitro: | Lanese (Messina) |

|                         |           |                            |
| Calloni 61’ (rig.), 76’ | Marcatori | 48’, 59’, 65’ Trevisanello |

| Vicenza 5 novembre 1978 6ª giornata | Lanerossi Vicenza | 0 – 0 | Verona | Stadio Romeo Menti\| Arbitro: \| Redini (Pisa) \| |
| Arbitro:                            | Redini (Pisa)     |       |        |                                                   |

| Arbitro: | Prati (Parma) |

|              |           |           |
| Mascetti 55’ | Marcatori | 59’ Paina |

| Arbitro: | Menegali (Roma) |

|                |           |  |
| Di Gennaro 50’ | Marcatori |  |

| Arbitro: | Lo Bello (Siracusa) |

|                    |           |  |
| Giordano 9’ (rig.) | Marcatori |  |

| Arbitro: | D'Elia (Salerno) |

|             |           |  |
| Musiello 8’ | Marcatori |  |

| Arbitro: | Tonolini (Milano) |

|            |           |             |
| Palanca 9’ | Marcatori | 5’ Musiello |

| Arbitro: | Reggiani (Bologna) |

|              |           |                                           |
| Spinozzi 62’ | Marcatori | 54’ Novellino 63’ Antonelli 73’ De Vecchi |

| Arbitro: | Lanese (Messina) |

|            |           |                 |
| Frosio 54’ | Marcatori | 88’ Bergamaschi |

| Arbitro: | Casarin (Milano) |

|  |           |            |
|  | Marcatori | 36’ Pulici |

| Arbitro: | Menicucci (Firenze) |

|                    |           |  |
| Savoldi 73’ (rig.) | Marcatori |  |

#### Girone di ritorno
| Arbitro: | D'Elia (Salerno) |

|                   |           |  |
| Ugolotti 42’, 43’ | Marcatori |  |

| Arbitro: | Redini (Pisa) |

|  |           |                                  |
|  | Marcatori | 63’ Virdis 73’ Bettega 77’ Verza |

| Arbitro: | Paparesta (Bari) |

|                                                    |           |  |
| Altobelli 20’, 40’ (rig.) Scanziani 32’ Muraro 50’ | Marcatori |  |

| Arbitro: | Prati (Parma) |

|  |           |              |
|  | Marcatori | 83’ De Ponti |

| Arbitro: | Lops (Torino) |

|            |           |  |
| Perico 87’ | Marcatori |  |

| Verona 11 marzo 1979 21ª giornata | Verona          | 0 – 0 | Lanerossi Vicenza | Stadio Marcantonio Bentegodi\| Arbitro: \| Mascia (Milano) \| |
| Arbitro:                          | Mascia (Milano) |       |                   |                                                               |

| Arbitro: | Redini (Pisa) |

|           |           |  |
| Festa 39’ | Marcatori |  |

| Arbitro: | Prati (Parma) |

|  |           |                       |
|  | Marcatori | 11’ (aut.) Massimelli |

| Arbitro: | Reggiani (Bologna) |

|                             |           |  |
| Antoniazzi 85’ Musiello 89’ | Marcatori |  |

| Arbitro: | Mattei (Macerata) |

|           |           |  |
| Paris 31’ | Marcatori |  |

| Verona 14 aprile 1979 26ª giornata | Verona           | 0 – 0 | Catanzaro | Stadio Marcantonio Bentegodi\| Arbitro: \| Lanese (Messina) \| |
| Arbitro:                           | Lanese (Messina) |       |           |                                                                |

| Arbitro: | Ciulli (Roma) |

|                          |           |             |
| Rivera 47’ Novellino 84’ | Marcatori | 24’ Calloni |

| Arbitro: | Lattanzi (Roma) |

|              |           |                    |
| Guidolin 81’ | Marcatori | 47’ (aut.) Gentile |

| Novara 6 maggio 1979 29ª giornata | Torino              | 0 – 0 | Verona | Stadio Comunale\| Arbitro: \| Materassi (Firenze) \| |
| Arbitro:                          | Materassi (Firenze) |       |        |                                                      |

| Verona 13 maggio 1979 30ª giornata | Verona              | 0 – 0 | Napoli | Stadio Marcantonio Bentegodi\| Arbitro: \| Panzino (Catanzaro) \| |
| Arbitro:                           | Panzino (Catanzaro) |       |        |                                                                   |

### Coppa Italia

#### Girone 3
| Arbitro: | Mattei (Macerata) |

|            |           |                  |
| Silipo 79’ | Marcatori | 11’ Trevisanello |

| 30 agosto 1978 2ª giornata |  | – Riposo |  |  |

| Arbitro: | Redini (Pisa) |

|             |           |                                |
| Calloni 30’ | Marcatori | 65’ (rig.) Mutti 68’ Biancardi |

| Arbitro: | Mondoni (Milano) |

|                           |           |  |
| Rigo 23’ (aut.) Maddè 81’ | Marcatori |  |

| Arbitro: | Ciulli (Roma) |

|                                               |           |                                  |
| D'Ottavio 7’, 55’ Guidolin 9’ Bergamaschi 19’ | Marcatori | 15’ Iorio 20’ Pulici 85’ Bonesso |

## Statistiche

### Statistiche di squadra
| Competizione | Punti | In casa | In casa | In casa | In casa | In casa | In casa | In trasferta | In trasferta | In trasferta | In trasferta | In trasferta | In trasferta | Totale | Totale | Totale | Totale | Totale | Totale | DR  |
| Competizione | Punti | G       | V       | N       | P       | Gf      | Gs      | G            | V            | N            | P            | Gf           | Gs           | G      | V      | N      | P      | Gf     | Gs     | DR  |
| ------------ | ----- | ------- | ------- | ------- | ------- | ------- | ------- | ------------ | ------------ | ------------ | ------------ | ------------ | ------------ | ------ | ------ | ------ | ------ | ------ | ------ | --- |
| Serie A      | 15    | 15      | 2       | 7       | 6       | 9       | 15      | 15           | 0            | 4            | 11           | 5            | 24           | 30     | 2      | 11     | 17     | 14     | 39     | -25 |
| Coppa Italia |       | 2       | 1       | 0       | 1       | 5       | 5       | 2            | 0            | 1            | 1            | 1            | 3            | 4      | 1      | 1      | 2      | 6      | 8      | -2  |
| Totale       |       | 17      | 3       | 7       | 7       | 14      | 20      | 17           | 0            | 5            | 12           | 6            | 27           | 34     | 3      | 12     | 19     | 20     | 47     | -27 |

### Statistiche dei giocatori[10]
| Giocatore           | Serie A  | Serie A | Serie A     | Serie A    | Coppa Italia | Coppa Italia | Coppa Italia | Coppa Italia | Totale   | Totale | Totale      | Totale     |
| Giocatore           | Presenze | Reti    | Ammonizioni | Espulsioni | Presenze     | Reti         | Ammonizioni  | Espulsioni   | Presenze | Reti   | Ammonizioni | Espulsioni |
| ------------------- | -------- | ------- | ----------- | ---------- | ------------ | ------------ | ------------ | ------------ | -------- | ------ | ----------- | ---------- |
| B. Antoniazzi       | 11       | 1       | ?           | ?          | -            | -            | -            | -            | 11       | 1      | 0+          | 0+         |
| F. Bergamaschi      | 29       | 1       | ?           | ?          | 4            | 1            | ?            | ?            | 33       | 2      | ?           | ?          |
| E. Calloni          | 20       | 6       | ?           | ?          | 4            | 1            | ?            | ?            | 24       | 7      | ?           | ?          |
| G. Cinquetti        | 1        | 0       | ?           | ?          | -            | -            | -            | -            | 1        | 0      | 0+          | 0+         |
| N. D'Ottavio        | 19       | 0       | ?           | ?          | 2            | 2            | ?            | ?            | 21       | 2      | ?           | ?          |
| P. Drezza           | 1        | 0       | ?           | ?          | -            | -            | -            | -            | 1        | 0      | 0+          | 0+         |
| S. Esposito         | 18       | 0       | ?           | ?          | 4            | 0            | ?            | ?            | 22       | 0      | ?           | ?          |
| U. Fraccaroli       | 2        | 0       | ?           | ?          | -            | -            | -            | -            | 2        | 0      | 0+          | 0+         |
| W. Franzot          | 17       | 0       | ?           | ?          | 4            | 0            | ?            | ?            | 21       | 0      | ?           | ?          |
| C. Gentile          | 24       | 0       | ?           | ?          | -            | -            | -            | -            | 24       | 0      | 0+          | 0+         |
| M. Giglio           | 4        | 0       | ?           | ?          | -            | -            | -            | -            | 4        | 0      | 0+          | 0+         |
| M. Guglielmi        | 1        | 0       | ?           | ?          | -            | -            | -            | -            | 1        | 0      | 0+          | 0+         |
| C. Leso             | -        | -       | -           | -          | 1            | 0            | ?            | ?            | 1        | 0      | 0+          | 0+         |
| A. Logozzo          | 26       | 0       | ?           | ?          | 3            | 0            | ?            | ?            | 29       | 0      | ?           | ?          |
| M. Marini           | -        | -       | -           | -          | 1            | 0            | ?            | ?            | 1        | 0      | 0+          | 0+         |
| E. Mascetti         | 22       | 1       | ?           | ?          | 4            | 0            | ?            | ?            | 26       | 1      | ?           | ?          |
| L. Massimelli       | 19       | 0       | ?           | ?          | -            | -            | -            | -            | 19       | 0      | 0+          | 0+         |
| G. Musiello         | 21       | 3       | ?           | ?          | -            | -            | -            | -            | 21       | 3      | 0+          | 0+         |
| P. Negrisolo        | 25       | 0       | ?           | ?          | 3            | 0            | ?            | ?            | 28       | 0      | ?           | ?          |
| S. Rigo             | 1        | 0       | ?           | ?          | 3            | 0            | ?            | ?            | 4        | 0      | ?           | ?          |
| A. Spinozzi         | 24       | 1       | ?           | ?          | 4            | 0            | ?            | ?            | 28       | 1      | ?           | ?          |
| F. Superchi         | 30       | -39     | ?           | ?          | 4            | -8           | ?            | ?            | 34       | -47    | ?           | ?          |
| S. Trevisanello (I) | 19       | 0       | ?           | ?          | 2            | 1            | ?            | ?            | 21       | 1      | ?           | ?          |
| B. Vignola          | 6        | 0       | ?           | ?          | 2            | 0            | ?            | ?            | 8        | 0      | ?           | ?          |